# Steinwerder Kanal
L'Steinwerder Kanal o canal de Steinwerder és un canal navegable de 900 metres al barri de Steinwerder al port d'Hamburg a Alemanya. Connecta el Norderloch amb el Grevenhofkanal.

## Galeria

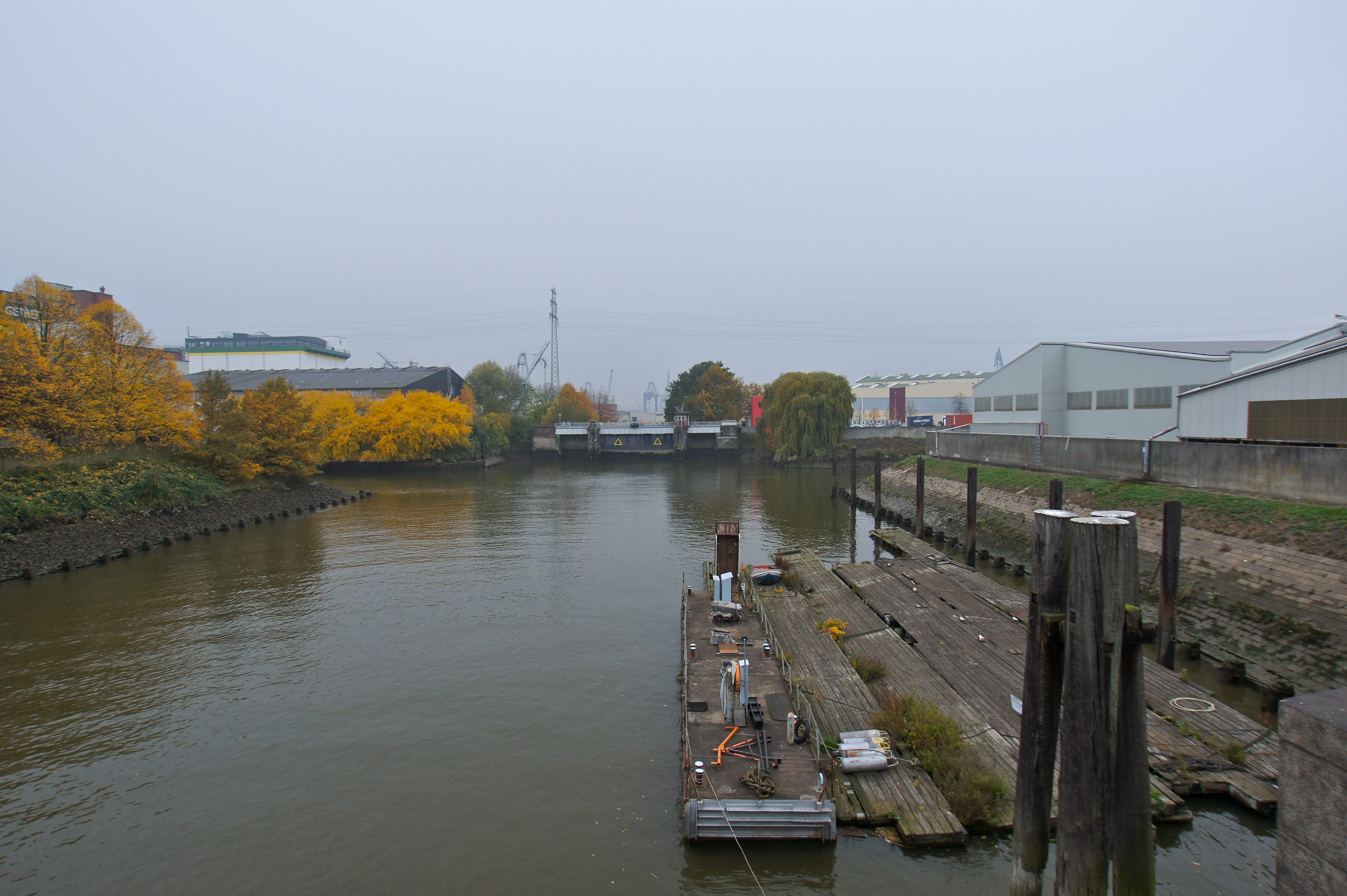
El Grevenhofkanal (primer pla), al Steinwerder Kanal (mig) i la resclosa de Grevenhof (segon pla)
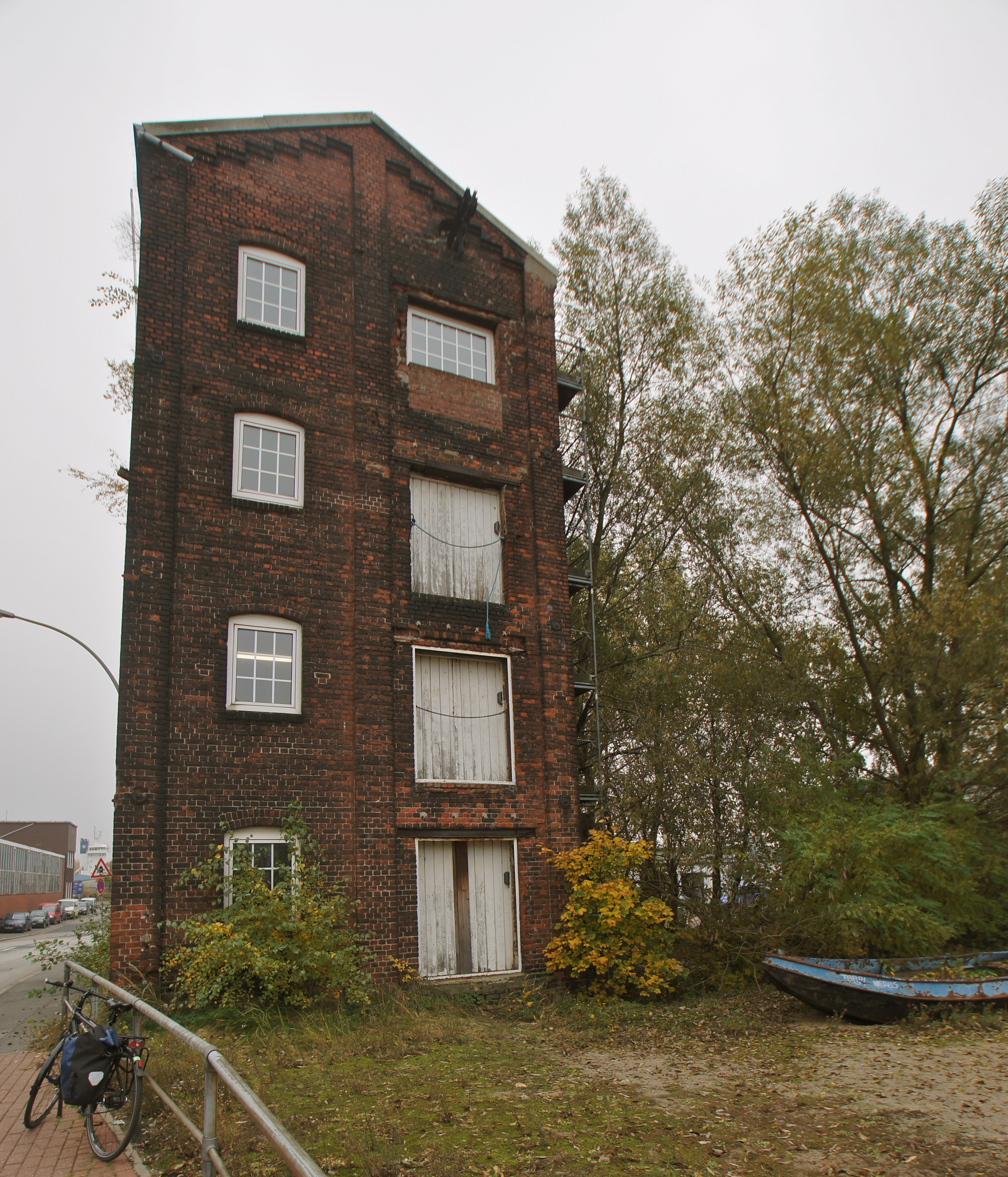
Magatzem obsolet a la punta septentrional del canal
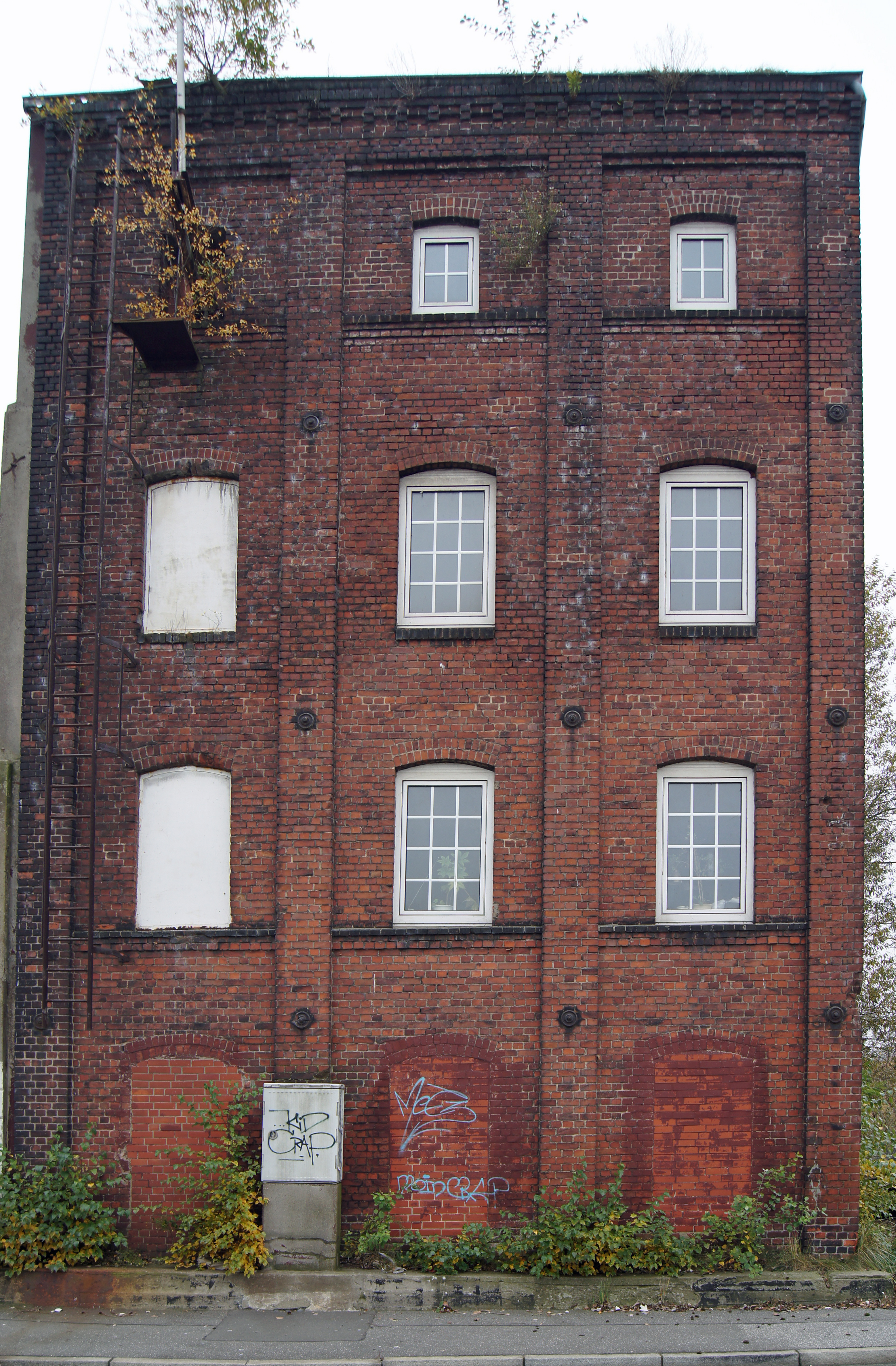
La façana nord del magatzem desafectat
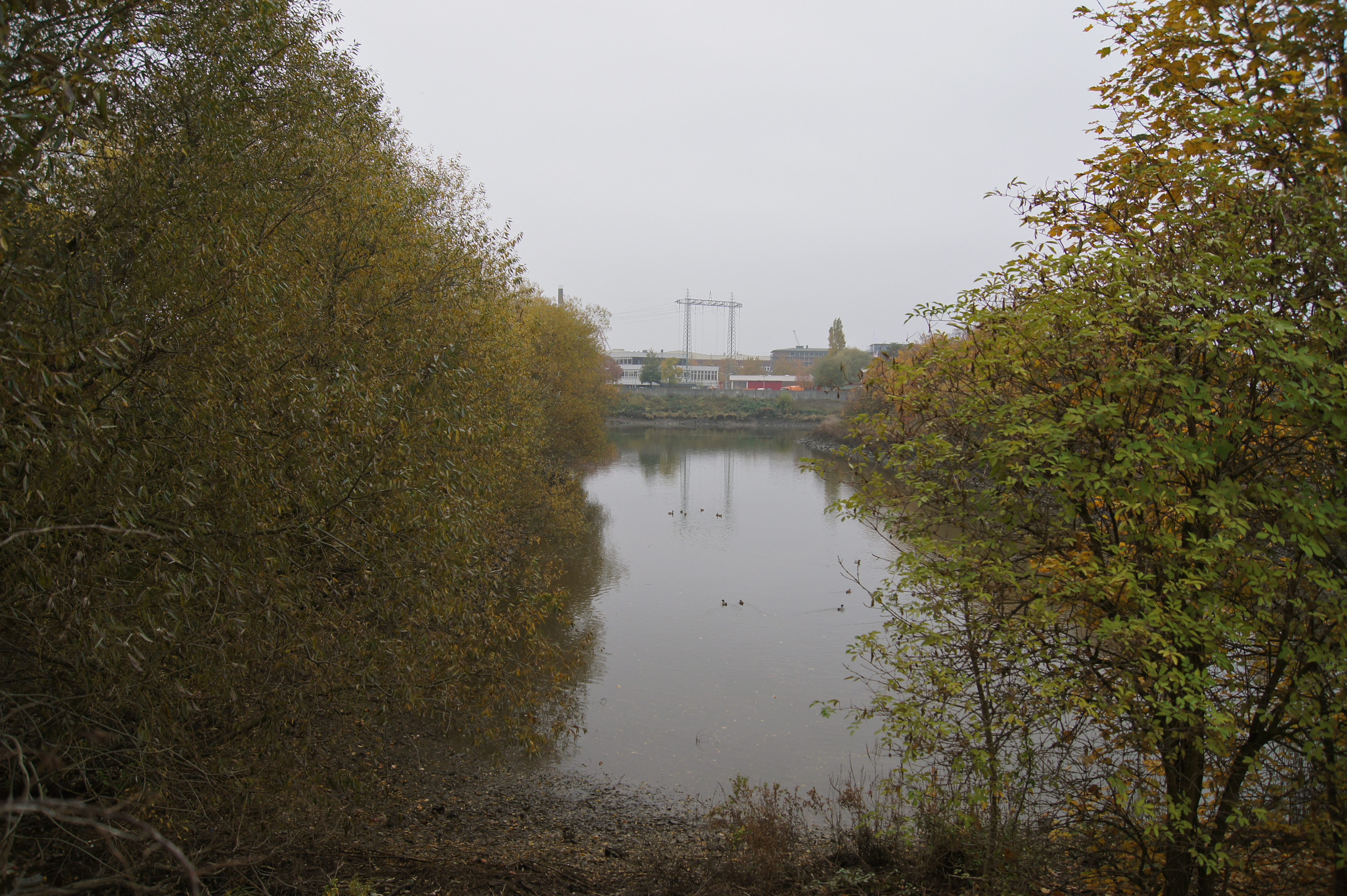
Punta nord del canal